# Inseparable Bros
Inseparable Bros (en coreano, 나의 특별한 형제; romanizado: Naui Teukbyeolhan Hyeongje) es una película de comedia dramática surcoreana de 2019 dirigida por Yook Sang-hyo y protagonizada por Shin Ha-kyun, Lee Kwang-soo y Esom.

## Sinopsis
Kang Se-ha (Shin Ha-kyun) y Park Dong-gu (Lee Kwang-soo) no son hermanos consanguíneos, pero han sido como hermanos durante los últimos 20 años. Se-ha es inteligente, pero tiene una discapacidad física. Dong-gu no es muy inteligente, pero está en excelente condición física. Mi-hyun (Esom) es la única persona que los trata sin prejuicios y los ayuda a salir al mundo. Un día, la madre de Dong-gu lo visita repentinamente y actúa como su tutora.

## Reparto

### Principal
- Shin Ha-kyun como Kang Se-ha.
- Lee Kwang-soo como Park Dong-gu.
- Esom como Nam Mi-hyun.

### Secundario
- Park Chul-min como Song Seok-du, un trabajador de Bienestar Social.
- Kwon Hae-hyo como Park Joo-min, un sacerdote.
- Gil Hae-yeon como Jang Jung-soon, la madre de Dong-gu.
- Kim Kyung-nam como Yook Kyung-nam.
- Jung Yoo-min como la reportera Lee Soo-jin.[2]
- Lee Do-yeop como el abogado Oh.[3]

## Producción
La fotografía principal comenzó el 23 de mayo de 2018 y finalizó el 17 de agosto de 2018.

## Lanzamiento
La película se estrenó en los cines de Corea del Sur el 1 de mayo de 2019 y ocupó el segundo lugar en la taquilla local detrás de Avengers: Endgame.

## Premios y nominaciones
| Premios                                                              | Categoría                         | Recipiente    | Resultado | Referencia |
| -------------------------------------------------------------------- | --------------------------------- | ------------- | --------- | ---------- |
| 28.ª edición de los Buil Film Awards                                 | Mejor actriz secundaria           | Esom          | Nominada  | [ 7 ]      |
| 39.ª edición de la Asociación Coreana de Premios de Críticos de Cine | Mejor actor                       | Shin Ha Kyun  | Ganador   | [ 8 ]      |
| 39.ª edición de la Asociación Coreana de Premios de Críticos de Cine | Mejor guion                       | Yook Sang Hyo | Ganador   | [ 8 ]      |
| 40.ª edición de los Premios de Cine Dragón Azul                      | Mejor actor de reparto            | Lee Kwang Soo | Nominado  | [ 9 ]      |
| 40.ª edición de los Premios de Cine Dragón Azul                      | Premio estrella popular           | Lee Kwang Soo | Ganador   | [ 9 ]      |
| 56.ª edición de los Premios de las Artes Baeksang                    | Mejor actor de reparto - Película | Lee Kwang Soo | Ganador   | [ 10 ]     |
| 40.ª edición del Festival de Cine de Oro                             | Mejor actor de reparto            | Lee Kwang Soo | Ganador   | [ 11 ]     |